# 후지강
후지강(富士川)은 일본 시즈오카현과 야마나시현을 흐르는 강이다. 총 길이는 128 km이고 유역 면적은 3,990 km2이다. 모가미강, 구마강과 함께 일본 3대 급류로 여겨지고 있다.
강은 야마나시현 북서쪽에 있는 아카이시산맥의 노코기리다케(鋸岳)에서 발원한다. 이곳에서는 가마나시강(釜無川)으로 불리다가 이치카와미사토정에서 후에후키강과 합류해 후지강으로 이름이 바뀐다. 강은 후지산 서쪽 기슭을 흘러 후지시에서 스루가만으로 빠진다.
후지강 유역은 1180년에 겐페이 전쟁의 초기의 중요한 전투 중 하나인 후지가와 전투가 벌어진 곳이다. 센고쿠 시대의 군벌인 다케다 신겐은 가마나시강 부분에 홍수를 막기 위해 광범위한 제방을 건설했다. 이 제방은 현재에도 존재하며 신겐 둑(信玄堤)으로 불린다. 에도 시대에 홍수를 조절하기 위한 노력은 계속되어 건설이 시작된지 50년 만인 1674년에 광범위한 제방이 완성되었다.
에도 시대와 메이지 시대 초기에 스루가만으로부터 내륙의 가이국까지의 수상 교통이 번성하였다. 그러나 도카이도 본선, 주오 본선, 미노부선의 개통으로 상업적인 수운은 1923년에 중단되었다.
수력 발전과 홍수 조절을 위한 수많은 댐들이 강 상류의 지류에 있다.